# Simbomba
La simbomba (el nom més estès en català) o ximbomba (a Mallorca i Menorca) o pandorga (sud i centre del País Valencià) és un instrument membranòfon fregat o de fricció, de so indeterminat, força greu. Consisteix en un cilindre o recipient (gerra, caduf, pot, gerro, cossiol, gerricó, etc.) habitualment rodó de coll i foradat en la seva base i d'un material indeterminat (ceràmica, fusta, plàstic, etc.). La seva part superior es cobreix amb una membrana tensada, normalment de cuir, amb un forat al centre pel qual es fa passar una canya. Aquesta canya, a vegades, és substituïda per una corda. En fregar la canya amb la mà humida, la vibració que es produeix a la canya es transmet al cuir, que també vibra, i el recipient actua de caixa de ressonància.
És un instrument molt antic i especialment típic en les festes nadalenques; atès que només fa un so indeterminat, la seva missió és fer un acompanyament rítmic al cant col·lectiu de les nadales.